# Anna T. Szabó
Anna T. Szabó (ur. 4 czerwca 1972 w Klużu-Napoce, Rumunia) – węgierska poetka, pisarka i tłumaczka.

## Życiorys
Urodziła się 4 czerwca 1972 w Klużu-Napoce. Jej dziadek, Attila T. Szabó, oraz wuj, Ádám T. Szabó, byli językoznawcami, jej ojciec, Attila T.E. Szabó, biologiem. W 1987 roku przeprowadziła się wraz z rodziną na Węgry. Ukończyła gimnazjum w Szombathely. W 1991 została studentką na wydziale węgiersko-angielskim Uniwersytetu Loránda Eötvösa w Budapeszcie, w 1997 obroniła dyplom, po czym zapisała się na studia doktoranckie, podczas których zajmowała się głównie angielskim renesansem oraz barokiem. Przez kilka lat była nauczycielką w Kolegium im. Józsefa Eötvösa. Obecnie mieszka w Budapeszcie z mężem, Györgyem Dragománem, i dwoma synami. Zaczęła publikować jeszcze w czasach akademickich, jej wiersze, eseje, artykuły, recenzje i krótkie nowele można przeczytać w wielu dziennikach oraz tygodnikach. Zajmuje się tłumaczeniem (przekładała między innymi Jamesa Joyce’a, Sylvię Plath, W.B. Yeatsa, Johna Updike’a i Stuarta Parkera), pracuje jako nauczycielka oraz redaktorka w British Council oraz w Magyar Könyv Alapítvány (Fundacja „Książka Węgierska”). Jest też autorką książek dla dzieci.

## Twórczość

### Tomy wierszy
- A madárlépte hó, CET Belvárosi Könyvkiadó, Budapeszt 1995.
- Nehézkedés, Magvető, Budapeszt 1998.
- Fény, Magvető, Budapeszt 2002.
- Formák a tubusból. XX. századi és kortárs magyar festők műveiből, wiersze Tamása Jónása, Noémi László, Anny T. Szabó, wyb. Róbert Alföldi, Csimota, Budapeszt 2004.
- Rögzített mozgás, Magvető, Budapeszt 2004.
- Elhagy, Magvető, Budapeszt 2006.
- Kerge ABC, wiesze Anny T. Szabó, Krisztiny Tóth, Dániela Varró, Csimota–Magvető, Budapeszt 2008.
- Villany, Magvető, Budapeszt 2010.
- Adventi kalendárium, ilustr. Édua Szűcs, Reader’s Digest, Budapeszt 2011.
- Holló Lali, Galgóczi Erzsébet Városi Könyvtár, Győr 2011[2].
- Tatoktatok, Magvető, Budapeszt 2012.
- Tükörcicák, Tessloff Babilon, Budapeszt 2013 (powieść rysunkowa).
- Kerített tér, Magvető, Budapeszt 2014[3].
- Körtészet (leporelló), ilustr. László Hajba, Manó Könyvek, Budapeszt 2014.
- Tükörrobot, Tessloff Babilon, Budapeszt 2014 (powieść rysunkowa).
- Kyoko. Senki madara, Magvető–Vivandra, Budapeszt–Budaörs 2015.
- A fűszermadár, ilustr. Eszter Schall, Magvető, Budapeszt 2015.
- Verslavina. A nő meg a férfi ha 40 (vagy több vagy kevesebb), Anna T. Szabó, János Lackfi i in., Athenaeum, Budapeszt 2016.
- János Lackfi, Anna T. Szabó, Ikertükör. Élő versek – utazás a világ körül, Képmás 2002 Kft.–Média a Családért Alapítvány, Budapeszt 2016.
- Téli rege, William Shakespeare színműve és Goldmark Károly operája nyomán írta Szabó T. Anna, ilustr. Eszter Schall; Holnap, Budapeszt 2017 (wraz z CD).
- Panna Balázsy, Éva Veronika Kalapos, Levente Lakatos, Anna T. Szabó, Szívek dallama. Szeretni sokféleképpen lehet, Menő Könyvek, Budapeszt 2017.
- Dr. Seuss, Rókamóka, Kolibri, Budapeszt 2018 (Klasyka Kolibri).

### Proza
- Törésteszt, Magvető, Budapeszt 2016.
- Határ, Magvető, Budapeszt 2018.

### Tłumaczenia, współpraca
- Természettudósok arcképcsarnoka, Vas megye. Élettudományok, földtudományok, fizika, csillagászat, határtudományok, honismeret / Portrait gallery of scientists, natural history, Vas County (Hungary). Life sciences, earth sciences, space sciences, physical sciences, anthropology, red. Attila T. Szabó, tłum. z ang. Anna T. Szabó, Tikett, Szombathely 1991.
- John Updike, Bech befut, Európa, Budapeszt 1999.
- Modern Classics from Hungary. Hungarian Prose and Poetry from the First Half on the Twentieth Century, napisała i przetłumaczyła Mónika Mesterházi, Anna T. Szabó, Hungarian Book Foundation, Budapeszt 2000.
- Klára Györgyey, Molnár Ferenc, Magvető, Budapeszt 2001.
- Clive Wilmer, Végtelen változatok. Válogatott versek, tłum. György Gömöri i Anna T. Szabó, JATEPress, Szeged 2002.
- Hercegnők bájos versei / Disney princess, Egmont, Budapeszt 2005.
- Beatrix Potter, Bikkmakk Mókus kalandjai, General Press, Budapeszt 2007 (Biblioteczka Pétera Nyúla).
- Beatrix Potter, Kacsa Jolán kalandjai, General Press, Budapeszt 2007 (Biblioteczka Pétera Nyúla).
- Beatrix Potter, Nyúl Péter kalandjai, General Press, Budapeszt 2007 (Biblioteczka Pétera Nyúla).
- Beatrix Potter, Nyuszi Benjámin kalandjai, General Press, Budapeszt 2007 (Biblioteczka Pétera Nyúla).
- Helwig Brunner, Anna T. Szabó, Gedichte zweisprachig. Versek két nyelven, tłum. György Buda, Anna T. Szabó, Kortina, Wiedeń–Budapeszt 2008 (Dichterpaare. Költőpárok).
- Beatrix Potter, Nyúl Péter kalandjai, General Press, Budapeszt 2008 (Térbeli mesekönyv).
- Beatrix Potter, Pecás Jeremiás kalandjai, General Press, Budapeszt 2008 (Biblioteczka Pétera Nyúla).
- Beatrix Potter, Tapsifülesék kalandjai, General Press, Budapeszt 2008.
- Beatrix Potter, Egérke asszony kalandjai, General Press, Budapeszt 2009.
- Beatrix Potter, Tomi cica kalandjai, General Press, Budapeszt 2009.
- Holly Hobbie, Duda és Pocsolya, General Press, Budapeszt 2010.
- Beatrix Potter, Janó, a városi egér kalandjai, General Press, Budapeszt 2010.
- Harry Horse, Kisnyuszi elveszett, General Press, Budapeszt 2010.
- Harry Horse, Kisnyuszi suliba megy, General Press, Budapeszt 2010.
- Andrea Dezső, Mamuska, Csimota, Budapeszt 2010.
- Lauren Child, Nem vagyok álmos, és nem akarok lefeküdni! Főszerepben Charlie és Lola, Csimota, Budapeszt 2010.
- Tom Schamp, Ottó és a város, Csimota, Budapeszt 2010.
- Rob Scotton, Russell, a bárány, General Press, Budapeszt 2010.
- Lauren Child, Sohadesoha nem eszem paradicsomot. Főszerepben Charlie és Lola, Csimota, Budapeszt 2010.
- Beatrix Potter, Tüskés néni kalandjai, General Press, Budapeszt 2010.
- Harry Horse, Kisnyuszi karácsonya, General Press, Budapeszt 2011.
- Harry Horse, Kisnyuszi világgá megy, General Press, Budapeszt 2011.
- Agnés Lacor, Lili, Csimota, Budapeszt 2011. Tom Schamp, Ottó a hóban, Csimota, Budapeszt 2011.
- Cynthia Paterson, Brian Paterson, A titkok völgye, General Press, Budapeszt 2011 (Bajki z Foxwood).
- Cynthia Paterson, Brian Paterson, A csempészek, General Press, Budapeszt 2012 (Bajki z Foxwood).
- Lane Smith, Ez egy könyv, Csimota, Budapeszt 2012.
- Cynthia Paterson, Brian Paterson, Karácsonyi meglepetés, General Press, Budapeszt 2012 (Bajki z Foxwood).
- Beatrix Potter, A két rossz kisegér kalandjai, General Press, Budapeszt 2012.
- Emma Thompson, Nyúl Péter további kalandjai, General Press, Budapeszt 2012.
- Patrick Ness, Siobhan Dowd nyomán. Szólít a szörny, Vivandra Könyvek, Budaörs 2012.
- Beatrix Potter, Tipptopp Tomi kalandjai, General Press, Budapeszt 2012.
- Mélanie Watt, Cidrimókus, Tessloff Babilon, Budapeszt 2013.
- Mélanie Watt, Cidrimókus barátot szerez, Tessloff Babilon, Budapeszt 2013.
- Audrey Niffenegger, Hollókisasszony, Athenaeum, Budapeszt 2013.
- Orit Gidali, Nóra, a gondolatolvasó, Csimota, Budapeszt 2013.
- Eef Rombaut, Emma Thyssen, Szívszerelem kereső – vesztő – nyerő, Csimota, Budapeszt 2013.
- Cynthia Paterson, Brian Paterson, A titkos recept, General Press, Budapeszt 2013 (Bajki z Foxwood).
- Búúú Boci és barátai, Tessloff Babilon, Budapeszt 2014 (Nagyszemű lapozó).
- Mélanie Watt, Cidrimókus és a sötét, Tessloff Babilon, Budapeszt 2014.
- Mélanie Watt, Cidrimókus szülinapja, Tessloff Babilon, Budapeszt 2014.
- Davide Cali, Serge Bloch, Az ellenség, Csimota, Budapeszt 2014.
- Cynthia Paterson, Brian Paterson, Az evezősverseny, General Press, Budapeszt 2014 (Bajki z Foxwood)
- Lawrence Schimel, A fiú és a kém / The boy and the spy, Csimota, Budapeszt 2014.
- Mosó Maci és barátai, Tessloff Babilon, Budapeszt 2014 (Nagyszemű lapozó).
- Cynthia Paterson, Brian Paterson, A nagy felfedezés, General Press, Budapeszt 2014 (Bajki z Foxwood).
- Nézd, merre megy a kicsi kocsi!, Tessloff Babilon, Budapeszt 2014 (Ujjvezető lapozó).
- Nézd, merre száll a lepke!, Tessloff Babilon, Budapeszt 2014 (Ujjvezető lapozó).
- Allan Ahlberg, Rúgom a bőrt!, General Press, Budapeszt 2014.
- Sun-mi Hwang, Rügy. A tyúk, aki repülésről álmodott, Athenaeum, Budapeszt 2014.
- Brigitte Weninger, Eve Tharlet, 24 karácsonyi mese, Naphegy, Budapeszt 2015.
- Rémi Courgeon, Botocska, Vivandra Könyvek, Budaörs 2015.
- Thorsten Saleina, Hohó! Kié ez a popó? Vidám kihajtókkal, Tessloff Babilon, Budapeszt 2015.
- Marijke ten Cate, Nagy családi gyermekbiblia, Kálvin, Budapeszt 2015.
- Holly Lynn Payne, A damaszkuszi rózsa. Mese Rúmíról és a rózsákról, tłum. Vera Bánki, tłum. wierszy Anna T. Szabó, General Press, Budapeszt 2015 (Regényes történelem).
- Dr. Seuss, Ha lenne egy cirkuszom, Kolibri, Budapeszt 2016 (Klasyki Kolibri).
- Dr. Seuss, Kalapos macska, Kolibri, Budapeszt 2016 (Klasyki Kolibri).
- Robert Munsch, Örökké szeretlek, Manó Könyvek, Budapeszt 2016.
- Lauren Child, Egy valami. Főszerepben Charlie és Lola, Csimota, Budapeszt 2016.
- Dr. Seuss, Kell egy kedvenc, Kolibri, Budapeszt 2017 (Klasyki Kolibri).
- Benji Davies, Nagypapa szigete, Móra, Budapeszt 2016.
- Dr. Seuss, Zöld sonkás tojás, Kolibri, Budapeszt 2017 (Klasyki Kolibri).
- Catherine Leblanc, Akkor is szeretnél?, tłum. Anna T. Szabó, Pali Dragomán, Manó Könyvek, Budapeszt 2017.
- Emily Winfield Martin, Bármi lehetsz!, Central, Budapeszt 2017.
- Szerelmes Shakespeare, Marc Normann, Tom Stoppard forgatókönyve alapján színpadra alk. Lee Hall, 21. Század, Budapeszt 2017.
- Sarah Crossan, Egy, Betűtészta, Budakeszi 2017.
- Catherine Leblanc, Megérkezett!, ilustr. Eve Tharlet, Manó Könyvek, Budapeszt 2017.
- Clare Azzopardi, Pár női név, Noran Libro, Budapeszt 2018 (Europa Oczami Kobiety).
- Drew Daywalt, A nap, amikor a zsírkréták fellázadtak, tłum. Pali Dragomán, Anna T. Szabó, Teknős Könyvek, Budapeszt 2018.
- Cate Berry, Pingvin és Garnéla. Nem alszunk el!, tłum. Pali Dragomán, Anna T. Szabó, Teknős Könyvek, Budapeszt 2018.

### Płyty CD, audiobooki
- Senki madara, Kossuth–Mojzer, Budapeszt 2018.

## Nagrody, stypendia
- Nagroda im. Sándora Petőfiego (1996)
- Stypendium Sorosa (1997)
- Nagroda im. Tibora Déryego (2000)
- Stypendium im. Zsigmonda Móricza (2001)
- Nagroda im. Attili Józsefa (2002)
- Nagroda Vackor (2003)
- Nagroda Kavics (2003)
- Nagroda Zoltána Zelka (2004)
- Stypendium im. Jánosa Aranya (2005)
- Nagroda Tokajskiego Obozu Literackiego (2005)
- Mozgó Világ Nívódíj w kategorii proza(2006)
- Stypendium dla tłumaczy im. Mihálya Babitsa (2006)
- Akademie der Künste Berlin – stypendium Junge Akademie (2006)
- Stypendium ULNÖ Krems (2007)
- Najlepszy tłumacz książek dla dzieci (2012)